# Мойрер, Александр
Александр Альберт Август Мойрер (нем. Alexander Albert August Meurer; 15 августа 1862, Волувский повят, Силезия — 3 февраля 1948, Гамбург) — немецкий вице-адмирал Кайзерлихмарине и военно-морской историк. С 16 апреля 1889 по 30 сентября 1890 года состоял дозорным офицером на корвете SMS «Ariadne»; 26 апреля 1905 стал командиром недавно введенного в эксплуатацию крейсера «Любек». Участвовал в подавлении Боксёрского восстания; написал несколько исторических произведений по военно-морской тематике.

## Биография
Александр Мойрер родился в семье Генриха Альберта Мойрера (1832—1918); 15 апреля 1881 года Александр стал курсантом в Имперском флоте — завершил начальную подготовку на парусном фрегате SMS «Ниобе». Продолжил свое образование в военно-морской школе в Киле, проходя службу на нескольких учебных кораблях; получил офицерский патент 19 декабря 1885 года. После завершения обучения Мойрер приступил к службе в качестве артиллерийского офицера на корвете SMS «Nixe» (с 4 января по 31 мая 1886). С 16 апреля 1889 по 30 сентября 1890 года состоял дозорным офицером на корвете SMS «Ariadne».
С октября 1893 года Мойрер служил на броненосце SMS «Württemberg», где 14 мая 1894 получил звание капитан-лейтенанта; с осени 1894 по весну 1896 года проходил обучение в Военно-морской академии в Киле. После успешного окончания курса, 11 мая 1896 года он стал штурманом на броненосце SMS «Kaiser», находившемся в Восточной Азии; в конце июня 1898 года покинул корабль и отправился домой. В 1900—1901 годах являлся первым офицером на линкоре SMS «Kurfürst Friedrich Wilhelm», который был отправлен в Китай для разгрома Боксёрского восстания.
В марте 1901 года Мойрер был повышен до корветтен-капитана: 30 сентября 1902 он был назначен на должность командира артиллерийского отделения. 13 октября 1903 года его перевели в Инспекцию морской артиллерии, где он сначала служил вторым, а затем — первым адъютантом. 26 апреля 1905 стал он стал командиром недавно введенного в эксплуатацию крейсера «Любек» — первого корабля Германского флота с паровой турбиной. Проходивший испытания в Финском заливе корабль был отправлен в Санкт-Петербург, в котором происходили революционные выступления: для предоставления, в случае необходимости, убежища для семьи Романовых. В конце марта 1906 года он оставил командование «Любеком» и стал командиром фрегата «Штайн», использовавшегося в качестве учебного корабля: на нём Мойрер совершил несколько учебных переходов по Балтийскому морю, в Вест-Индию, на Мадейру и в Средиземное море. В том же году он получил звание капитана.
Затем Мойрер стал инспектором в Вильгельмсхафене и занимал пост главы комиссии по освидетельствованию кораблей в Гамбурге, созданной в 1904 году для контроля за боевой готовностью торговых судов. 19 сентября 1918 года он был переведён на Балтийское море, а после окончания Первой мировой войны — 17 ноября 1918 — окончательно освобожден от действительной службы. 24 ноября 1919 года ему было присвоено звание вице-адмирала со старшинством с 17 ноября 1918.

## Работы
- Seekriegsgeschichte in Umrissen : Seemacht und Seekriege, vornehmlich vom 16. Jahrhundert ab. (1925, 1941, 1942, 1943).
- Die See, Schicksal der Völker (6 издание, 1972).